# UTF-32
UTF-32 (Unicode Transformation Format 32) je način zapisa kodnih točaka u standardu Unicode. Ponekad se naziva i UCS-4.
Svaka kodna točka je zapisana pomoću 32-bitne vrijednosti (4 bajta). Ovaj način se u praksi vrlo rijetko koristi, osim u memoriji računala i slično.
Prednost zapisa je što je svaka kodna točka prikazana na isti način (uvijek pomoću 32-bitne vrijednosti) a to kod drugih načina nije slučaj.